# Европско првенство у атлетици на отвореном 1946 — бацање кугле за мушкарце
Такмичење у бацању кугле' у мушкој конкуренцији на 3. Европском првенству у атлетици 1946. одржана је 23. августа  на стадиону Бислет у Ослу.
Титулу освојену у Бечу 1938, није бранио Александер Крек из Естоније.

## Земље учеснице
Учествовало је 13 такмичара из 9 земаља.
1. Белгија (1)
2. Ирска (1)
3. Исланд (1)
4. Норвешка (1)
5. Пољска (1)
6. Совјетски Савез (1)
7. Финска (2)
8. Чехословачка (1)
9. Шведска (2)

## Рекорди
| Рекорди пре почетка Европског првенства 1946. | Рекорди пре почетка Европског првенства 1946. | Рекорди пре почетка Европског првенства 1946. | Рекорди пре почетка Европског првенства 1946. | Рекорди пре почетка Европског првенства 1946. |
| --------------------------------------------- | --------------------------------------------- | --------------------------------------------- | --------------------------------------------- | --------------------------------------------- |
| Светски рекорд                                | Џек Торенс Сједињене Државе                   | 17,40                                         | Осло, Норвешка                                | 5. август 1934.                               |
| Европски рекорд                               | Ханс Велке Нацистичка Немачка                 | '16,60                                        | Франкфурт, Немачка                            | 20. август 1936.                              |
| Рекорди Европских првенстава                  | Александер Крек , Естонија                    | 15,83                                         | Париз, Француска                              | 4. септембар 1938.                            |

## Освајачи медаља
| Освајачи медаља |                  |              |  |  |  |  |
|                 |                  |              |  |  |  |  |
|                 |                  |              |  |  |  |  |
|                 |                  |              |  |  |  |  |
| Гунар Хусеби    | Дмитриј Горјанов | Ирје Лехтила |  |  |  |  |

## Резулти

### Квалификације
Квалификационе норма за пласман у финале била је 14,00 метара коју је испунило 9 такмичара (КВ).
| Место | Атлетичар          | Земља           | Резултат | Бел. |
| ----- | ------------------ | --------------- | -------- | ---- |
| 1.    | Гунар Хусеби       | Исланд          | 15,64    | КВ   |
| 2.    | Таге Петерсон      | Шведска         | 14,72    | КВ   |
| 3.    | Ирје Лехтила       | Финска          | 14,50    | КВ,  |
| 4.    | Витолд Геруто      | Пољска          | 14,49    | КВ   |
| 5.    | Ејвинд Сверен      | Норвешка        | 14,39    | КВ,  |
| 6.    | Дмитриј Горјанов   | Совјетски Савез | 14,32    | КВ   |
| 7.    | Роланд Нилсон      | Шведска         | 14,20    | КВ   |
| 8.    | Суло Берлунд       | Финска          | 14,11    | КВ,  |
| 9.    | Ларс Улгенес       | Норвешка        | 14,02    | КВ   |
| 10.   | Калина Честмир     | Чехословачка    | 13,60    |      |
| 11.   | Dave Guiney        | Ирска           | 13,57    |      |
| 12.   | Roger Verhas       | Белгија         | 12,77    |      |
| 13.   | Мјечислав Ломовски | Пољска          | 12,53    |      |

### Финале
Финалје одржано истог дана 23. априла.
| Место | Атлетичар        | Земља           | Резултат | Бел. |
| ----- | ---------------- | --------------- | -------- | ---- |
|       | Гунар Хусеби     | Исланд          | 15,56    |      |
|       | Дмитриј Горјанов | Совјетски Савез | 15,25    |      |
|       | Ирје Лехтила     | Финска          | 15,23    |      |
| 4.    | Роланд Нилсон    | Шведска         | 15,16    |      |
| 5.    | Таге Петерсон    | Шведска         | 14,87    |      |
| 6.    | Суло Берлунд     | Финска          | 14,75    |      |
| 7.    | Ејвинд Сверен    | Норвешка        | 14,34    |      |
| 8.    | Ларс Улгенес     | Норвешка        | 14,28    |      |
| 9.    | Витолд Геруто    | Француска       | 13,90    |      |

## Укупни биланс медаља у бацању кугле за мушкарце после 3. Европског првенства 1934—1946.
|    | Земља           |   |   |   |   |
| -- | --------------- | - | - | - | - |
| 1. | Естонија        | 2 | 0 | 0 | 2 |
| 2. | Исланд          | 1 | 0 | 0 | 1 |
| 3. | Финска          | 0 | 1 | 1 | 2 |
| 3. | Немачка         | 0 | 1 | 1 | 2 |
| 5. | Совјетски Савез | 0 | 1 | 0 | 1 |
| 6. | Мађарска        | 0 | 0 | 1 | 1 |
|    | Укупно {6}      | 3 | 3 | 3 | 9 |

|                                       | Атлетичар                             |                                       |                                       |                                       |                                       |
| Није био вишеструких освајача медаља. | Није био вишеструких освајача медаља. | Није био вишеструких освајача медаља. | Није био вишеструких освајача медаља. | Није био вишеструких освајача медаља. | Није био вишеструких освајача медаља. |
| ------------------------------------- | ------------------------------------- | ------------------------------------- | ------------------------------------- | ------------------------------------- | ------------------------------------- |